# Ingar Zach
Ingar Zach (ur. 29 czerwca 1971) – norweski perkusista jazzowy. Grał z Johnem Tilburym w zespole muzyki improwizowanej Looper, także z Ferranem Fagesem.

## Wybrana dyskografia
- Ingar Zach, Ivar Grydeland – Visiting Ants (2000, Sofa)[2]
- Derek Bailey, Ingar Zach – Llaer (2001, Sofa)[3]
- Philipp Wachsmann, Charlotte Hug, Ivar Grydeland, Ingar Zach – Wazahugy (2002, Sofa)[4]
- Ingar Zach, Ivar Grydeland – You Should Have Seen Me Before We First Met (2004, Sofa)[5]
- Quentin Dubost, Wade Matthews, Stéphane Rives, Ingar Zach – Dining Room Music (2005, Creative Sources)[6]
- Augustí Fernández, Ingar Zach – Germinal (2008, Plastic Strip)[7]
- Ingar Zach, Andreas Meland – Music For Tinguely (2009, Prisma Records)[8]
- Burkhard Beins, Enrico Malatesta, Michael Vorfeld, Christian Wolfarth, Ingar Zach – Glück (2015, Mikroton Recordings )[9]